# Vento del Sud (romanzo)
Vento del Sud (titolo originale: South Wind) è un romanzo dello scrittore inglese Norman Douglas (1868–1952) pubblicato a Londra nel marzo del 1917.

## Trama

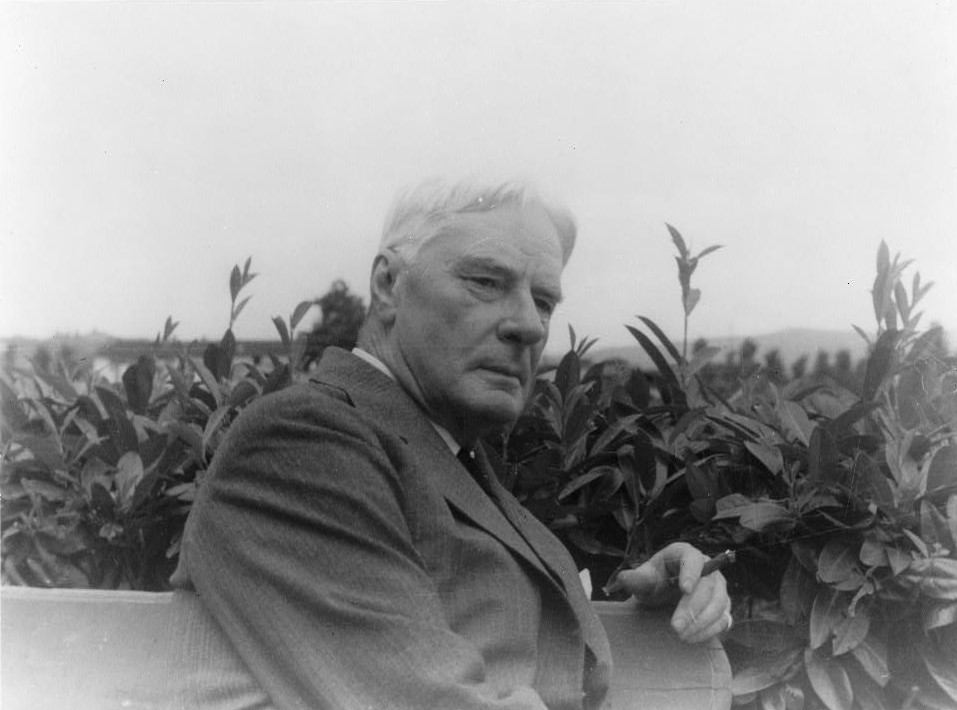
Ritratto di Norman Douglas

L'azione si svolge a Nepente, un'isola immaginaria del Mar Mediterraneo situata nel tratto di mare tra la Sicilia e l'Africa; in realtà Nepente è una trasposizione di Capri, l'isola amata da Douglas, e i personaggi del romanzo fanno parte della società "ultracosmopolita" che frequentava Capri durante la Belle Époque. 
Il romanzo non presenta una trama unitaria. Thomas Heard, vescovo anglicano di Bampopo (Africa), giunto in nave a Nepente per visitare una sua cugina, la signora Meadows, si trova ad assistere a un omicidio: l'assassinio del maligno signor Muhlen ("un'erbaccia") fatto precipitare da un dirupo. Più che un giallo, tuttavia, il romanzo è costituito da un susseguirsi di conversazioni fra i numerosi personaggi, alla maniera dei romanzi di Thomas Love Peacock. L'argomento principale delle conversazioni è l'influenza dello scirocco, il vento caldo di provenienza meridionale che modifica il comportamento degli uomini, soprattutto degli anglosassoni, spingendoli in una specie di follia verso la corruzione dei costumi.

## Edizioni
- South Wind, by Norman Douglas, author of "Old Calabria", London: Martin Secker, 1917 (prima edizione)
- South Wind, London: Secker & Warburg, 1946 (edizione definitiva)
- Vento del sud, romanzo di Norman Douglas; traduzione dall'originale inglese di Henry Furst, Milano: Longanesi, 1955; Milano: Leonardo, 1992, ISBN 88-355-1074-0; a cura di Ciro Sandomenico, Capri: La conchiglia, 2003, ISBN 88-86443-59-5